# تلوث المياه في الولايات المتحدة

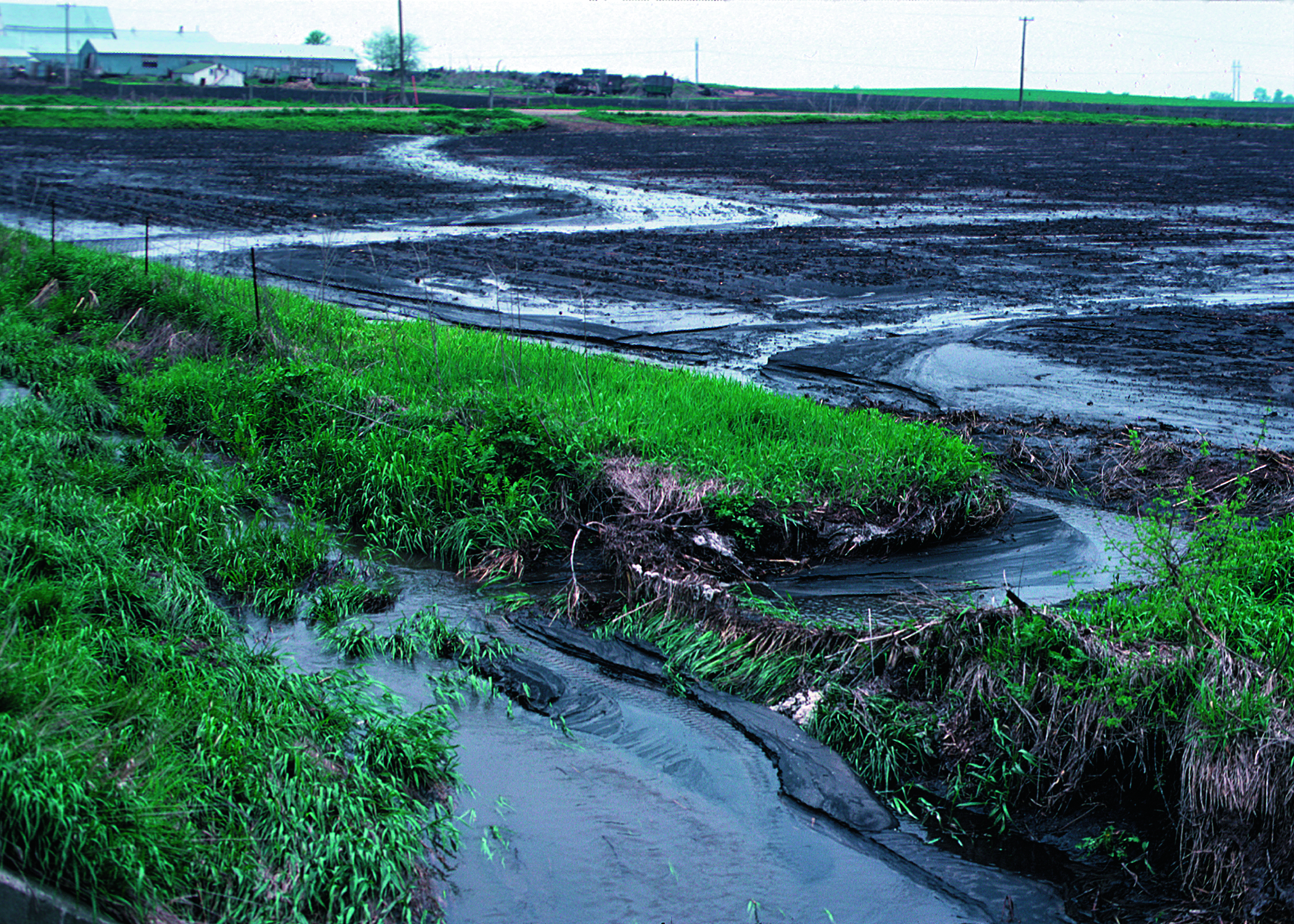
تلوث المياه اختلاط الطين بالماء بحيث تصبح المياه غير صالِح للشرب ولا للاستخدام (الصورة مِن آيوا في 2011)

تعد مشكلة التلوث في الولايات المتحدة مشكلة متنامية وأصبحت حرجة في القرن التاسع عشر مع تطور الزراعة الآلية، والتعدين والصناعة، رغم أن القوانين والأنظمة المُدخلة في أواخر القرن العشرين حسنت من نوعية المياه في العديد من المسطحات المائية. فاقم التحول الصناعي المكثف والنمو الحضري السريع من تلوث المياه وأدى افتقار التنظيم إلى تفريغ مياه الصرف والمواد الكيماوية السامة والمغذيات وغيرها من الملوثات في المياه السطحية.
في بدايات القرن العشرين، بدأت المجتمعات بتركيب أنظمة معالجة مياه الشرب، لكن لم تتم مكافحة مصادر التلوث الرئيسية -كمياه الصرف الصحي المنزلية، والصناعة والزراعة- بشكل فعال في الولايات المتحدة حتى أواخر القرن العشرين. يمكن أن تؤثر مصادر التلوث هذه على كل من المياه الأرضية والمياه السطحية. تركت عدة حوادث تلوث مثل تسرب طين رماد الفحم المتطاير من مصنع كينغستون الأحفوري (2008) والتسرب النفطي في خليج المكسيك (2010) آثارًا دائمةً على جودة المياه والأنظمة البيئية والصحة العامة في الولايات المتحدة.
يمكن تنفيذ العديد من الحلول لتلوث المياه في الولايات المتحدة للحد من هذا التلوث. يشمل ذلك معالجة مياه الصرف الصحي، ومعالجة المخلفات الصناعية والزراعية السائلة، ومكافحة التآكل، ومكافحة الجريان السطحي في المناطق الحضرية. يستخدم التطبيق المستمر لإجراءات معالجة التلوث ومكافحته ومنعه لمتابعة هدف الحفاظ على جودة المياه ضمن المستويات المحددة في الأنظمة الفيدرالية وأنظمة الولاية. من ناحية ثانية، ما تزال العديد من المسطحات المائية في أنحاء البلاد تنتهك معايير جودة المياه في القرن الواحد والعشرين.

## نظرة عامة

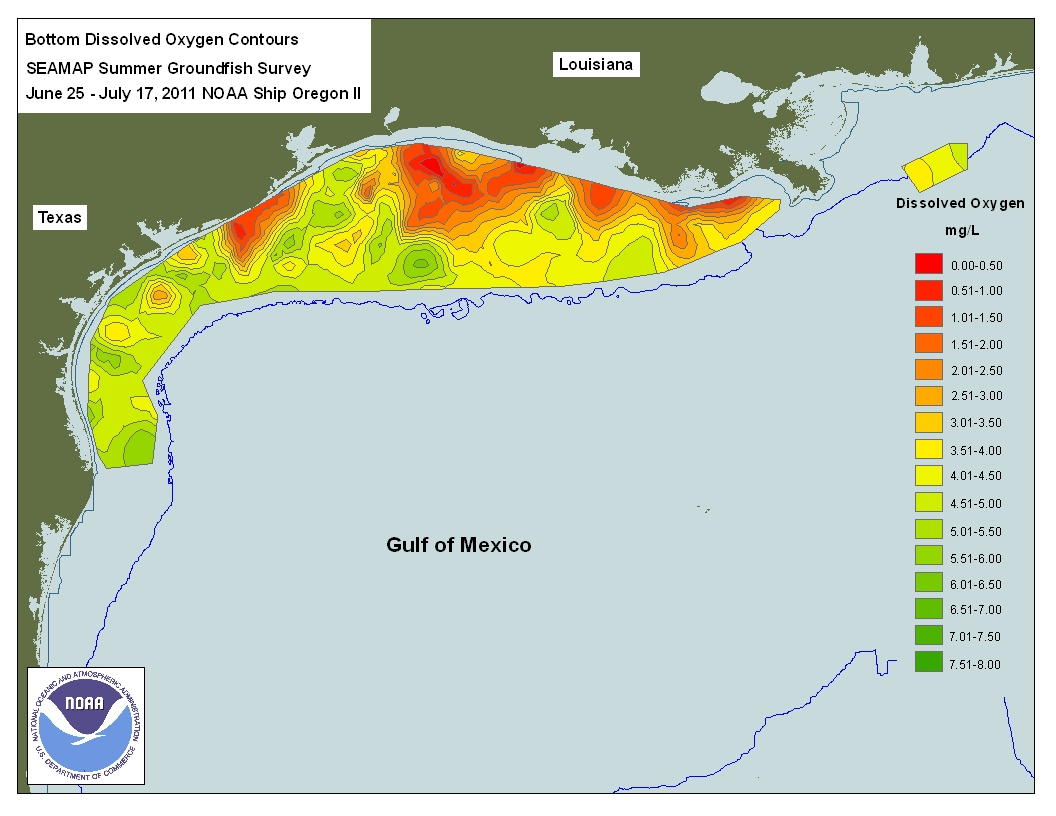
خريطة "المنطقة الميتة" في خليج المكسيك، بسبب نضوب الأكسجين

اعتبر العلماء ومسؤولو الحكومة والشعب في الولايات المتحدة أن تلوث المياه مشكلة متنامية في القرن التاسع عشر. نقلت العديد من المدن والبلدات مياه الصرف الصحي المنزلية غير المعالجة إلى المجاري المائية القريبة. ازدادت مياه الصرف الصحي المصرفة من قبل المعامل والمناجم والشركات الأخرى مع توسع الاقتصاد. بدأت المدن الكبرى والمجتمعات الصغيرة فيما بعد بتركيب أنظمة معالجة مياه الشرب في بدايات القرن العشرين، لكن محطات معالجة مياه الصرف الصحي كانت محدودة في ذلك الوقت وغير فعالة كثيرًا. لم تعنون المكافحة الفعالة للتلوث الصناعي وتلوث مياه الصرف الصحي بشكل شامل حتى وقت لاحق في القرن. ظهر التلوث الزراعي كمشكلة متنامية في القرن العشرين مع زيادة مكننة الزراعة وزيادة استخدام المواد الكيماوية.
بعد إقرار قانون المياه النظيفة لعام 1972 (سي دبلو إيه)، شهدت مستويات التلوث في المجاري المائية للولايات المتحدة عمومًا انخفاضًا كبيرًا فيما يتعلق بمعالجة مياه الصرف الصحي والعديد من أنواع مياه الصرف الصناعية. من ناحية ثانية، ما يزال أكثر من نصف المجاري المائية والأميال النهرية في الولايات المتحدة تنتهك المعايير الفيدرالية لجودة المياه في القرن الواحد والعشرين. أشارت مسوحات البحيرات والبرك والخزانات إلى تضرر نحو 70 بالمئة منها (قيست من حيث المساحة السطحية)، وأكثر من 70 بالمئة من سواحل البلاد، و90 بالمئة من المحيطات التي شملها المسح والمناطق الساحلية القريبة.
تستمر المصادر الزراعية والصناعية والجريان السطحي في المناطق الحضرية وغيرها من المصادر في تصريف النفايات إلى المياه السطحية في جميع أنحاء البلاد. يشكل ذلك مخاطر صحية وبيئية كبيرة لأن مصادر المياه هذه تستخدم كمياه للشرب وللاستخدام الزراعي.
في حين أن قانون المياه النظيفة قدم مساهمات إيجابية لحالة المياه السطحية في الولايات المتحدة، فإن القانون لا يعالج بشكل كامل جميع مظاهر هذا التلوث. يعتقد الكثيرون أنه يجب على الكونغرس مراجعة أو توسيع القانون ليعالج هذه المشاكل والثغرات في التنظيم. رغم أن هذا القانون كان فعالًا في مكافحة التلوث من مصادر ثابتة فإنه لم يكن فعالًا بالقدر نفسه مع المصادر غير الثابتة (حيث يكون التفريغ موزعًا، وتكون عملية المنع والمعالجة صعبة أو مكلفة جدًا).
على الرغم من الآثار السلبية لتلوث المياه على النظام البيئي والصحة، فإنه يوجد حلول قادرة على معالجة وتخفيض مستويات التلوث في المسطحات المائية.

## أنواعه

### تلوث المياه السطحية
تشمل المياه السطحية جميع المصادر المرئية للمياه كالمحيطات والبحيرات والأنهار. حاليًا، تلوثت نسبة كبيرة من مصادر المياه العذبة السطحية في الولايات المتحدة. يشكل ذلك تهديدًا كبيرًا لمصادر المياه الأمريكية لأن أكثر من 60% من المياه المستخدمة في الولايات المتحدة هي من مصادر المياه العذبة هذه. تنجم غالبية حالات تلوث المياه العذبة عن تلوث المغذيات، والذي يعد بدوره نتيجة لنفايات المزارع والأسمدة التي تدخل إلى المصدر المائي مشكلةً مناطق سامة ذات مستويات أكسجين مستنزفة.

### تلوث المياه الجوفية
المياه الجوفية هي مياه الأمطار التي تتجمع في المساحات النافذة في أعماق الأرض، والتي تسمى طبقات المياه الجوفية. يمكن للبشر الوصول إلى المياه التي تتجمع في الطبقات الجوفية من خلال بناء آبار من أجل ضخ المياه إلى السطح لاستخدامها. تأتي 40% من مياه الشرب في أمريكا من مصادر المياه الجوفية. عندما تدخل الملوثات إلى طبقات المياه الجوفية، ينتشر التلوث، مما يلغي إمكانية استخدام طبقات المياه الجوفية لمياه الشرب. غالبًا ما يكون تلوث المياه الجوفية نتيجة المواد الكيماوية التي تتسرب عبر التربة وإلى إمدادات المياه، كالمبيدات الحشرية والأسمدة. تشمل أسباب تلوث المياه الجوفية الأخرى البنزين والنفط وأملاح الطرق ونفايات خزانات الصرف الصحي أو التسرب من مدافن النفايات.

## أنواع مصادر التلوث

### التلوث من مصدر ثابت
يحدث التلوث من مصدر ثابت عندما ينجم تلوث المياه من مصدر واحد. يمكن أن تتضمن المصادر الثابتة تسرب خزانات الصرف الصحي، وتسربات النفط وإلقاء النفايات أو محطات معالجة مياه الصرف الصحي. من أجل منع حدوث التلوث من مصدر ثابت، ينظم قانون المياه النظيفة ما يمكن تصريفه في المسطح المائي من خلال مطالبة كل منشأة بالحصول على تصريح من النظام الوطني لتصريف الملوثات (إن بي دي إي إس).